# Su di un'isola con te
Su di un'isola con te (On an Island with You) è un film del 1948 diretto da Richard Thorpe.

## Trama
Il tenente di marina Dario Kingslee viene incaricato da una produzione cinematografica in qualità di consulente per le scene di carattere marinaro. Durante le riprese s'innamora di Rosalinda, l'attrice protagonista, e in una scena in cui deve brevemente pilotare un aereo con solo con lei a bordo, anziché tornare alla base la porta su un'isola lontana. Qui il tenente si dichiara ma Rosalinda rifiuta le sue attenzioni. Al ritorno all'apparecchio lo trovano danneggiato dagli indigeni, rimanendo così bloccati sull'isola. Il mattino dopo giunge sul posto un comandante di marina che fa arrestare Dario per sequestro di persona. Preoccupata per le sorti di Dario, Rosalinda ammette di amarlo, scagionandolo da ogni accusa.

## Produzione

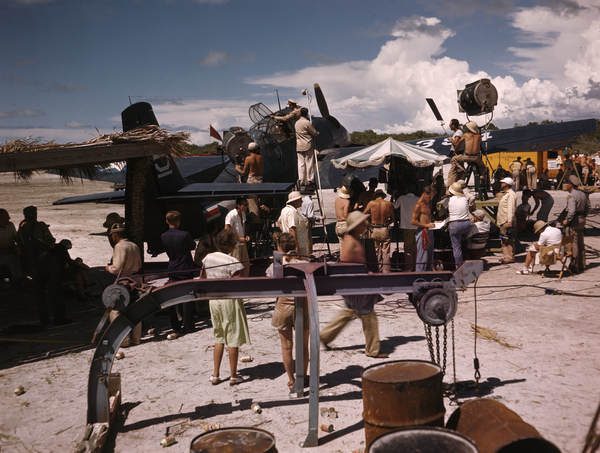
Un'immagine delle riprese

Durante le riprese della scena sulla grande cerimonia Cyd Charisse si ruppe tutti i legamenti di una gamba, e per il resto del film venne sostituita, nelle scene di danza, da una controfigura; a causa dell'incidente fu costretta a rinunciare a un'importante parte in Ti amavo senza saperlo.
Anche Esther Williams si ferì: nella scena in cui cade dentro una trappola nella giungla la troupe non mise imbottiture per attutire la caduta, causandole uno slogamento alla caviglia.
Gli aeroplani utilizzati nel film sono un Grumman TBF Avenger e un Grumman G-21 Goose.

### Riprese
Gli esterni sono stati girati a Key Biscayne, Winter Haven e nell'Isola di Anna Maria, in Florida